# Адамовский, Олег Олегович
Оле́г Оле́гович Адамо́вский (укр. Олег Олегович Адамовський; 21 января 1992, Урожайное — 12 марта 2022, возле Харькова) — украинский военнослужащий, майор, участник российско-украинской войны. Герой Украины (2 апреля 2022, посмертно).

## Биография
Олег Адамовский родился в селе Урожайное Донецкой области. Мечтал быть профессиональным военным ещё с детства, когда внимательно слушал рассказы отца о службе в армии. В 2014 году окончил Харьковский национальный университет Воздушных Сил имени Ивана Кожедуба с отличием. Служил в составе 92-й отдельной механизированной бригады имени кошевого атамана Ивана Сирко, был участником боевых действий на востоке Украины.
12 марта 2022 года погиб во время обороны Харькова.
Похоронили Олега 15 марта 2022 года в посёлке Великая Новосёлка на родной Донетчине. В тот же день российскими снарядами был повреждён дом, где он жил с женой Анной Адамовской.
Перезахоронили Олега 19 марта 2023 года в Харькове на Аллее Славы. У Олега осталась жена.

## Награды
- Звание «Герой Украины» с удостоением ордена «Золотая Звезда» (2 апреля 2022, посмертно) — за личное мужество и героизм, проявленные в защите государственного суверенитета и территориальной целостности Украины, верность военной присяге[5].

- Орден Богдана Хмельницкого III степени (14 марта 2022, посмертно) — за личное мужество и высокий профессионализм, проявленные в защите государственного суверенитета и территориальной целостности Украины, верность военной присяге[6].